# Léa Sprunger
Léa Sprunger (Nyon, 5 marzo 1990) è un'ex ostacolista, velocista e multiplista svizzera.

## Biografia
Proveniente da una famiglia di sportivi, sua sorella maggiore Ellen Sprunger è una multiplista e suo fratello Ralph un calciatore; è inoltre cugina della cavallerizza Janika Sprunger e dell'hockeista su ghiaccio Julien Sprunger. 

### Carriera
Ha iniziato la carriera nell'atletica leggera nell'eptathlon, come la sorella Ellen Sprunger. Ha iniziato a concentrarsi sui 200 e 400 m piani nel 2011, per poi dedicarsi ai 400 metri a ostacoli dal 2015. Ha realizzato i primati nazionali dei 400 m piani e nei 400 m ostacoli di 50,52 s (2018) e 54,06 s (2019). 
Ha rappresentato la Svizzera a tre edizioni consecutive dei Giochi olimpici estivi.
Ha vinto il titolo continentale nei 400 m ostacoli agli europei di Berlino 2018 e nei 400 m piani agli europei indoor di Glasgow 2019.
Si è ritirata dalla carriera agonistica nel settembre 2021. 
Nel luglio 2022 è divenuta membro della commissione degli atleti di World Athletics. È stata incaricata di guidare la commissione degli atleti nell'ambito degli European Athletics per il quadriennio 2022-2026.

## Palmarès
| Anno | Manifestazione           | Sede           | Evento      | Risultato        | Prestazione | Note                                     |
| ---- | ------------------------ | -------------- | ----------- | ---------------- | ----------- | ---------------------------------------- |
| 2008 | Mondiali juniores        | Bydgoszcz      | Eptathlon   | 10ª              | 5 451 p.    |                                          |
| 2009 | Europei juniores         | Novi Sad       | Eptathlon   | Bronzo           | 5 552 p.    |                                          |
| 2011 | Europei under 23         | Ostrava        | Eptathlon   | 16ª              | 4 808 p.    |                                          |
| 2011 | Universiadi              | Shenzhen       | 200 m piani | Quarti di finale | 24"17       | Miglior prestazione personale stagionale |
| 2011 | Universiadi              | Shenzhen       | 4×100 m     | 7ª               | 44"65       |                                          |
| 2011 | Mondiali                 | Taegu          | 4×100 m     | Batteria         | 44"04       |                                          |
| 2012 | Europei                  | Helsinki       | 200 m piani | Semifinale       | 23"49       |                                          |
| 2012 | Europei                  | Helsinki       | 4×100 m     | 6ª               | 43"61       |                                          |
| 2012 | Giochi olimpici          | Londra         | 200 m piani | Batteria         | 23"27       |                                          |
| 2012 | Giochi olimpici          | Londra         | 4×100 m     | Batteria         | 43"54       |                                          |
| 2013 | Europei indoor           | Göteborg       | 400 m piani | Batteria         | 54"45       |                                          |
| 2013 | Universiadi              | Kazan'         | 200 m piani | Semifinale       | 23"80       |                                          |
| 2013 | Universiadi              | Kazan'         | 4×100 m     | Finale           | dq          |                                          |
| 2013 | Mondiali                 | Mosca          | 4×100 m     | Batteria         | 43"21       | Record nazionale                         |
| 2013 | Giochi della Francofonia | Nizza          | 200 m piani | Argento          | 23"83       |                                          |
| 2013 | Giochi della Francofonia | Nizza          | 4×100 m     | Argento          | 45"01       |                                          |
| 2014 | World Relays             | Nassau         | 4×100 m     | 11ª              | 43"55       |                                          |
| 2014 | World Relays             | Nassau         | 4×200 m     | 5ª               | 1'31"75     | Record nazionale                         |
| 2014 | Europei                  | Zurigo         | 200 m piani | Semifinale       | 23"12       | Miglior prestazione personale stagionale |
| 2014 | Europei                  | Zurigo         | 4×100 m     | Finale           | dnf         |                                          |
| 2015 | Europei indoor           | Praga          | 400 m piani | Batteria         | 53"97       |                                          |
| 2015 | World Relays             | Nassau         | 4×100 m     | 8ª               | 43"74       |                                          |
| 2015 | Mondiali                 | Pechino        | 400 m hs    | Semifinale       | 55"83       |                                          |
| 2015 | Mondiali                 | Pechino        | 4×100 m     | Batteria         | 43"38       |                                          |
| 2016 | Europei                  | Amsterdam      | 400 m hs    | Bronzo           | 55"41       |                                          |
| 2016 | Giochi olimpici          | Rio de Janeiro | 400 m hs    | Batteria         | 56"58       |                                          |
| 2017 | Europei indoor           | Belgrado       | 400 m piani | 5ª               | 53"08       |                                          |
| 2017 | Mondiali                 | Londra         | 400 m hs    | 5ª               | 54"59       |                                          |
| 2018 | Mondiali indoor          | Birmingham     | 400 m piani | Semifinale       | dq          |                                          |
| 2018 | Europei                  | Berlino        | 400 m hs    | Oro              | 54"33       | Miglior prestazione europea stagionale   |
| 2019 | Europei indoor           | Glasgow        | 400 m piani | Oro              | 51"61       | Miglior prestazione mondiale stagionale  |
| 2019 | Europei indoor           | Glasgow        | 4×400 m     | 6ª               | 3'33"72     | Record nazionale                         |
| 2019 | World Relays             | Yokohama       | 4×400 m     | 7ª               | 3'32"32     |                                          |
| 2019 | Mondiali                 | Doha           | 400 m hs    | 4ª               | 54"06       | Record nazionale                         |
| 2019 | Mondiali                 | Doha           | 4×400 m     | Batteria         | 3'30"63     |                                          |
| 2021 | Europei indoor           | Toruń          | 400 m piani | Semifinale       | 52"64       |                                          |
| 2021 | Giochi olimpici          | Tokyo          | 400 m hs    | Semifinale       | 55"12       |                                          |
| 2021 | Giochi olimpici          | Tokyo          | 4×400 m     | Batteria         | 3'25"90     | Record nazionale                         |